# 486 Кремона
486 Кремона (486 Cremona) — астероїд головного поясу, відкритий 11 травня 1902 року Луіджі Карнерою у Гейдельберзі.